# BoardGameGeek
BoardGameGeek é um site fundado em Janeiro de 2000 por Scott Alden e Derk Solko como um recurso para o hobby de jogos de tabuleiro.  O banco de dados tem opiniões, artigos e relatórios de sessão para mais de 80.000 jogos e expansões. O site tem ainda fichas de designers de jogos e ilustradores. A lista de jogos do site inclui jogos de cartas colecionáveis, wargames, jogos de tabuleiro de estilo alemão e outros jogos de mesa. Também apresenta quadros de avisos, um mercado, vários jogos de tabuleiro online, e um banco de dados de jogadores para ajuda-los a se encontrar.
Em 31 de julho de 2009, a BoardGameGeek lançou o Geekdō, um site-pai para tanto a BoardGameGeek quanto o recém-lançado RPG Geek, um site semelhante para o jogos no estilo RPG. Em agosto de 2010, a VideoGameGeek (outro site semelhante para Video games) foi lançado, mas não sob o nome de domínio Geekdō. Scott Alden anunciou ao mesmo tempo que o domínio Geekdō seria desfeito, e que o Board Game Geek, Geek RPG e o Video Game Geek, teriam, ao invés, nome de domínio próprio.

## Rankings de jogos
Além do banco de dados de jogos, uma das principais características do BoardGameGeek é a informação estatística obtida a partir de avaliações dos jogadores. O site permite que os usuários de jogos classificá-los em uma escala de 1-10. Os ratings da média e da média Bayesiana são apresentados para cada jogo. O sistema de classificação bayesiana acrescenta ratings vazios para puxar a média de jogos com menos avaliações para mais perto da média global. É este conjunto de médias que é usado para gerar uma lista ordenada de jogos. Somente jogos com pelo menos 30 avaliações são incluídos na lista de classificação.
Em 2006, uma lista adicional wargames melhor classificados foi criada, devido ao número menor de avaliações em geral que estes jogos recebiam, levando-os a se perder na lista de classificação geral.
Os jogadores também podem avaliar o quão leves ou pesados (basicamente a sua complexidade) são os jogos em uma escala de 1-5, embora esta avaliação não seja utilizada no cálculo dos rankings.

### Primeiro Colocado
Até dezembro de 2010, Puerto Rico ocupava a posição número um na classificação na lista, um pouco acima do jogo que ocupava a segunda classificação, Agricola . Em dezembro de 2010 o jogo Twilight Struggle  assumiu a primeira colocação.
O jogo-da-velha (Tic-tac-toe) estava na parte inferior do ranking.

## Comunidade
BoardGameGeek é uma comunidade grande e internacional com mais de 250.000 usuários (dados de abril de 2009). Uma atividade importante é a criação de GeekLists, que são listas de jogos baseados em um tema específico, ou jogos que as pessoas querem comercializar. Existem fóruns nos quais os membros discutem questões como o mérito do tema em relação a mecânica, design europeu versus design americano, e como calcular melhor as estatísticas de classificação do jogo. Os jogadores podem também ficar a conhecer uns aos outros online usando o bate-papo e perguntando e respondendo "GeekQuestions". Existe uma grande comunidade de jogadores de Werewolf (Máfia), e jogos online são frequentemente organizados em fóruns. Jogos de tabuleiro relacionados a histórias em quadrinhos de Brian Barling ocasionalmente aparecem na primeira página.
Junto com a adesão crescente ao BoardGameGeek, uma controvérsia  se desenvolveu a respeito de como muitos utilizadores individuais podiam ser capazes de publicar conteúdo potencialmente controverso ou ofensivo e moderadores têm se tornado mais vigilantes sobre o que é e não é apropriado. Isto levou ao encerramento ou a supressão de vários GeekLists e postagens que foram percebidos como excessivamente hostis aos membros individuais. Os críticos argumentam que as mensagens não estavam destinadas a ser levadas a sério e que esses atos constituem censura. Essa controvérsia tornou-se particularmente aguda em março de 2007, quando o fundador do BGG, Scott Alden, baniu um usuário pela primeira vez na história do site.

## GeekGold
O site utiliza uma moeda virtual, GeekGold, para recompensar os usuários que fornecem conteúdos do site, incluindo as entradas para os jogos novos, fotos de jogos, análises de jogos, sessões de jogo, as traduções de regras, e as ajudas de como se jogar. O GeekGold era originalmente concedido apenas por administradores, mas um sistema de moderação automática está agora em seu lugar, no qual os usuários podem votar a aprovação de apresentações e premiar GeekGold para outros usuários. O GeekGold pode ser usado para comprar um avatar, bem como vários tipos de insígnias (badges). Também pode ser transferido de um usuário para outro sob a forma de "dicas" (tips).
Quando foi lançado, o GeekGold não podia ser comprado com dinheiro real, mas isso mudou nos últimos anos. Durante um breve período, na sequência do furacão Katrina pessoas foram capazes de adquirir GeekGold com dinheiro e todos os produtos foram doados para a Cruz Vermelha, com um total de 36.403 dólares americanos levantados entre 01 de setembro de 2005 e 09 de setembro de 2005. O GeekGold as vezes é trocado por dinheiro real ou jogos, e há até leilões especiais em que os membros podem comprar jogos e acessórios com GeekGold. Começando em 2 de janeiro de 2008, o site começou a dar a seus doadores um GeekGold para cada dólar doado.  A nova recompensa em GeekGolds foi anunciada como "um pequeno sinal de agradecimento" para completar o "badges" partidário previamente entregues aos doadores. Transferências directas de GeekGold-por-dinheiro entre usuários geralmente resultam em uma taxa de câmbio muito superior de 5 a 10 GeekGolds por dólar.
Um sistema de recompensa mais recente para o esforço individual é o uso de um ícone  com um "polegar para cima" para boas contribuições. Qualquer usuário pode atribuir um polegar para cima sempre que ele ou ela vê algo que merece reconhecimento. Polegares são gravados no perfil de um usuário, mas ao contrário do GeekGold, eles não podem ser utilizados na compra de benefícios. Por um curto período de tempo, também se podia dar um polegar para baixo. para conteúdos, mas isso foi removido devido a reclamações de usuários.

## BGG.con
A partir de 2005 Scott Alden e Solko Derk inauguraram uma convenção anual chamada boardgaming BGG.con. Embora a Convenção tenha sido aberta para qualquer um, a esmagadora presença veio de usuários registrados do BoardGameGeek, o que foi fortemente promovido no site.

## Prêmiação Golden Geek
2006 foi o primeiro ano do Prêmio Golden Geek que é para ser concedido anualmente aos melhores novos jogos do ano, selecionados por usuários registrados no BoardGameGeek. Os prêmios usam o método de Schulze para determinar os vencedores. As categorias e os vencedores estão listados abaixo.
| Categoria                            | Vencedor 2006     | Vencedor 2007                                     | Vencedor 2008               | Vencedor 2009             |
| ------------------------------------ | ----------------- | ------------------------------------------------- | --------------------------- | ------------------------- |
| Jogo do ano                          | Caylus            | Shogun                                            | Agricola                    | Dominion                  |
| Melhor Jogo na Opinião dos Jogadores | Caylus            | Shogun                                            | Agricola                    | Le Havre                  |
| Melhor Wargame                       | Twilight Struggle | Combat Commander: Europe                          | Hannibal: Rome vs. Carthage | Combat Commander: Pacific |
| Melhor Jogo Infantil                 | Nacht Der Magier  | Zooloretto                                        | Chateau Roquefort           | Sorry! Sliders            |
| Melhor Jogo de 2 Participantes       | Twilight Struggle | BattleLore e Commands & Colors: Ancients (empate) | Hannibal: Rome vs. Carthage | Space Hulk (3ª Ed.)       |
| Melhor Jogo Familiar                 | Ingenious         | Zooloretto                                        | Thebes                      | Pandemic                  |
| Melhor Jogo de Sociedade/Leve        | Diamant           | Wits and Wagers                                   | Say Anything                | Time's Up! Deluxe         |
| Melhor Jogo de Cartas                | -                 | Caylus Magna Carta                                | Race for the Galaxy         | Dominion                  |
| Melhor Trabalho de Arte/Apresentação | -                 | BattleLore                                        | Jamaica                     | Space Hulk (3ª Ed.)       |
| Melhor Expansão                      | -                 | -                                                 | -                           | Pandemic: On The Brink    |
| Melhor Jogo "Imprima e Jogue"        | -                 | -                                                 | -                           | Dune Express              |
| Jogo Mais Inovativo                  | -                 | -                                                 | -                           | Space Alert               |